# Hillhead (Irlanda del Norte)
Hillhead es una localidad situada en el condado de Antrim de Irlanda del Norte (Reino Unido), con una población en 2016 de 150 habitantes.
Se encuentra ubicada a poca distancia de Belfast —la capital de Irlanda del Norte—, de la costa del canal del Norte y del lago Neagh, el mayor de las islas británicas.